# Jan Bém
Jan Bém (ur. 24 listopada 1917 w Wiedniu, zm. 29 maja 2005 w Pradze) – czechosłowacki lekkoatleta i trener, medalista mistrzostw Europy w 1946.
Był wszechstronnym lekkoatletą, ale największe sukcesy osiągnął w skoku o tyczce. Zdobył brązowy medal w tej konkurencji na mistrzostwach Europy w 1946 w Oslo, przegrywając tylko z Allanem Lindbergiem ze Szwecji i Nikołajem Ozolinem ze Związku Radzieckiego.
Zdobył wiele medali w mistrzostwach Czechosłowacji (w tym Czech i Moraw w latach 1939–1944):
- sztafeta 4 × 100 metrów – złoto w 1941, 1942; srebro w 1943
- skok o tyczce – złoto w 1942, 1943, 1944, 1945, 1946; srebro w 1941; brąz w 1948
- skok w dal – złoto w 1940, 1941, 1942, 1945; srebro w 1943
- pięciobój – złoto w 1941
- dziesięciobój – złoto w 1937, 1941

Pięciokrotnie poprawiał rekord Czechosłowacji w skoku o tyczce do wyniku 4,16 m, osiągniętego 24 lipca 1946 w Pradze. Był to najlepszy wynik w jego karierze. Był również rekordzistą Czechosłowacji w sztafecie 4 × 100 metrów (42,8 s 1 sierpnia 1943 w Zlinie – wyrównany rekord kraju).
Ukończył wychowanie fizyczne na Uniwersytecie Karola w Pradze. Był współautorem podręcznika lekkoatletyki wydanego w 1946. Pracował jako nauczyciel akademicki i trener. w 1968 był przewodniczącym akademickiego związku sportowego Czechosłowacji. Utracił to stanowisko po publicznym potępieniu inwazji wojsk Układu Warszawskiego.